# Трамвай номер 5
Трамвай №5 е българска поп вокална група, която първа налага атрактивно сценично присъствие с танцово шоу. Телевизионните снимки на песните на „Трамвай №5“ стават основоположници на българския видеоклип.

## Състав
Петко Петков, Ади Митрева, Джина Иванова, Сами Живкова, заменена през 1983 г. от Оля Лечева, Мая Райкова.

## Хит
„Усмивката“ – 1984 г.; музика – Митко Щерев, текст – Лъчезар Станчев.

## История
„Трамвай №5“ е група, създадена през 1980 г. в София по идея на Кирил Иванов – Мъглата (звукооператор от БНР) и Петко Петков (бивш певец от „Студио В“). Това е първата вокална група, която се представя с атрактивното сценично присъствие и танцово шоу. Една от вокалистките Ади Митрева е балерина от Музикалния театър. Освен Петко Петков и Ади Митрева в състава на „Трамвай №5“ участват Сами Живкова, заменена през 1983 г. от Оля Лечева, Гинка Жекова (сменила по-късно името си на Джина Иванова) и Мая Райкова. „Трамвай №5“ започва със свои версии на популярни европейски хитове, а телевизионните снимки на песните им могат да се нарекат основоположници на български видеоклип. „Трамвай №5“ има успех и извън България – концерти в ГДР, Полша, Тунис, Мароко, Алжир, СССР. В края на 80-те групата престава да съществува и всеки от музикантите има свои музикални ангажименти. Петко Петков реализира концерти, които преминават с огромен успех съвместно с големите оперни певци Александрина Милчева, Стефка Минева и Биг Бенда на БНР. Освен това заедно с Веселин Тодоров („Фактор“) Петко Петков менажира софийския клуб „Quo Vadis“, който е сцена за поп и рок музиканти.

## Концерти
„Концертът“, 7 декември 2006, 19:30 в зала 1 на НДК. Филм от концерта, 2 януари 2007, 18:00 по Канал 1.
В акомпанимент на основателя на групата Петко Петков на сцената свирят Косьо Цеков и Ивайло Крайчовски от ФСБ. Гост изпълнители след първата част на концерта са група „Те“, които представят няколко авторски изпълнения. Известният български китарист Иван Лечев се изявява с нов аранжимент специално за концерта на старите хитови парчета на групата. „Трамвай №5“ – Петко, Джина, Ади, Мая и Михаела пеят любимите на публиката песни „Красота“, „Тя“, „Слънчево момиче“... За край на първата част Петко кани Любо от „Те“, за да изпълнят заедно хитовото парче „Усмивката“.
На финала на двучасовия концерт, сред фойерверки и френетични овации от хилядната публика, Любо и Петко изпълниха, отново заедно, хитовото парче „Усмивката“ – музика Митко Щерев, текст Лъчезар Станчев.

## Дискография
- Шампиони (1982)
- Трамвай №5 (1985)
- Тя (1986)[2]
- Дългото пътуване (2006)